# Saint-Aubin-de-Médoc
 Saint-Aubin-de-Médoc  là một xã của tỉnh Gironde, thuộc vùng Nouvelle-Aquitaine, tây nam nước Pháp.